# Вальдемалуке
Вальдемалуке (ісп. Valdemaluque) — муніципалітет в Іспанії, у складі автономної спільноти Кастилія-і-Леон, у провінції Сорія. Населення — 250 осіб (2010).
Муніципалітет розташований на відстані близько 150 км на північ від Мадрида, 49 км на захід від Сорії.
На території муніципалітету розташовані такі населені пункти: (дані про населення за 2010 рік)
- Айлагас: 25 осіб
- Сотос-дель-Бурго: 90 осіб
- Вальдеавельяно-де-Усеро: 17 осіб
- Вальделінарес: 6 осіб
- Вальдемалуке: 112 осіб

## Демографія
Динаміка населення (INE ):